# 阿尔芬登镇
阿尔芬登镇是西班牙阿拉贡自治区萨拉戈萨省的一个市镇。 总面积17平方公里，总人口2296人（2001年），人口密度135人/平方公里。